# Episodi di Adelheid und ihre Mörder (sesta stagione)
La sesta stagione della serie televisiva Adelheid und ihre Mörder è stata trasmessa in anteprima in Germania da Das Erste tra l'8 maggio 2007 e il 5 giugno 2007.
| nº | Titolo originale                | Titolo italiano | Prima TV Germania | Prima TV Italia |
| -- | ------------------------------- | --------------- | ----------------- | --------------- |
| 1  | Berufsrisiko                    | inedito         | 8 maggio 2007     | inedito         |
| 2  | Mord auf höchster Ebene         | inedito         | 15 maggio 2007    | inedito         |
| 3  | Lebendige Leichen gibt es nicht | inedito         | 22 maggio 2007    | inedito         |
| 4  | Tot in 17 Zügen                 | inedito         | 29 maggio 2007    | inedito         |
| 5  | Mord à la mode                  | inedito         | 5 giugno 2007     | inedito         |